# Cyril Rool
Cyril Rool (ur. 15 kwietnia 1975 w Pertuis) – francuski piłkarz występujący na pozycji obrońcy, a także lewego pomocnika. Karierę zakończył w Olympique Marsylia.

## Kariera
Rool karierę rozpoczynał w trzecioligowym AS Aixoise, jednak z powodów finansowych klub ten został rozwiązany w 1993 roku. Piłkarz przeniósł się więc do drugoligowej SC Bastii. W pierwszym sezonie gry dla tego klubu, wywalczył z nim awans do Ligue 1. W tych rozgrywkach zadebiutował 2 sierpnia 1994 w wygranym 2:1 meczu z FC Metz. W Bastii Rool spędził pięć sezonów. W tym czasie rozegrał tam 115 ligowych spotkań.
W 1998 roku przeszedł do innego pierwszoligowca – RC Lens. Pierwszy ligowy mecz zaliczył tam 19 września 1998 przeciwko Olympique Lyon (1:3). W sezonie 1998/1999 zdobył z Lens Puchar Ligi Francuskiej. Rok później Lens dotarło do półfinału Pucharu UEFA, gdzie uległo w dwumeczu angielskiemu Arsenalowi Londyn.
1 lipca 2001 Rool został wypożyczony do Olympique Marsylia. Spędził tam dwa miesiące i po rozegraniu czterech ligowych meczów w jego barwach, został wypożyczony do AS Monaco. Włodarze tego klubu nie postanowili go jednak wykupić i po zakończeniu sezonu 2001/2002 powrócił do Lens. W następnym sezonie występował z klubem w Lidze Mistrzów. W swojej grupie zajął z nim trzecie miejsce i dzięki temu został przesunięty do Pucharu UEFA. Te rozgrywki jego klub zakończył na trzeciej rundzie, gdzie został pokonany w dwumeczu przez FC Porto. W sumie w Lens Rool grał przez sześć lat. Przez ten czas wystąpił tam w 94 ligowych meczach.
W 2004 roku podpisał kontrakt z Girondins Bordeaux. Zdobył tam pierwszą bramkę w ligowej karierze. Było to 28 sierpnia 2004 w wygranym przez jego zespół 2:0 pojedynku z FC Sochaux-Montbéliard. Po roku spędzonym w Bordeaux i rozegraniu tam 28 spotkań, a także strzeleniu 2 goli, odszedł do OGC Nice. W nowym klubie pierwszy ligowy występ zanotował 6 sierpnia 2005 w wygranym 2:0 spotkaniu z Toulouse FC. W OGC grał przez trzy sezony. W sumie rozegrał tam 106 ligowych spotkań i zdobył 2 bramki.
Ostatni kontrakt podpisał z Olympique Marsylia w 2009 roku.
| Sezon   | Klub               | Kraj    | Rozgrywki  | Mecze | Bramki |
| ------- | ------------------ | ------- | ---------- | ----- | ------ |
| 1992/93 | AS Aixoise         | Francja | Division 3 | ?     | ?      |
| 1993/94 | SC Bastia          | Francja | Division 2 | 15    | 0      |
| 1994/95 | SC Bastia          | Francja | Division 1 | 27    | 0      |
| 1995/96 | SC Bastia          | Francja | Division 1 | 27    | 0      |
| 1996/97 | SC Bastia          | Francja | Division 1 | 22    | 0      |
| 1997/98 | SC Bastia          | Francja | Division 1 | 24    | 0      |
| 1998/99 | RC Lens            | Francja | Division 1 | 24    | 0      |
| 1999/00 | RC Lens            | Francja | Division 1 | 15    | 0      |
| 2000/01 | RC Lens            | Francja | Division 1 | 25    | 0      |
| 2001/02 | Olympique Marsylia | Francja | Division 1 | 4     | 0      |
| 2001/02 | AS Monaco          | Francja | Division 1 | 29    | 1      |
| 2002/03 | RC Lens            | Francja | Ligue 1    | 15    | 0      |
| 2003/04 | RC Lens            | Francja | Ligue 1    | 15    | 0      |
| 2004/05 | Girondins Bordeaux | Francja | Ligue 1    | 28    | 2      |
| 2005/06 | OGC Nice           | Francja | Ligue 1    | 29    | 0      |
| 2006/07 | OGC Nice           | Francja | Ligue 1    | 25    | 2      |
| 2007/08 | OGC Nice           | Francja | Ligue 1    | 32    | 0      |
| 2008/09 | OGC Nice           | Francja | Ligue 1    | 20    | 0      |
| 2009/10 | Olympique Marsylia | Francja | Ligue 1    | 2     | 0      |